# 용자리 키

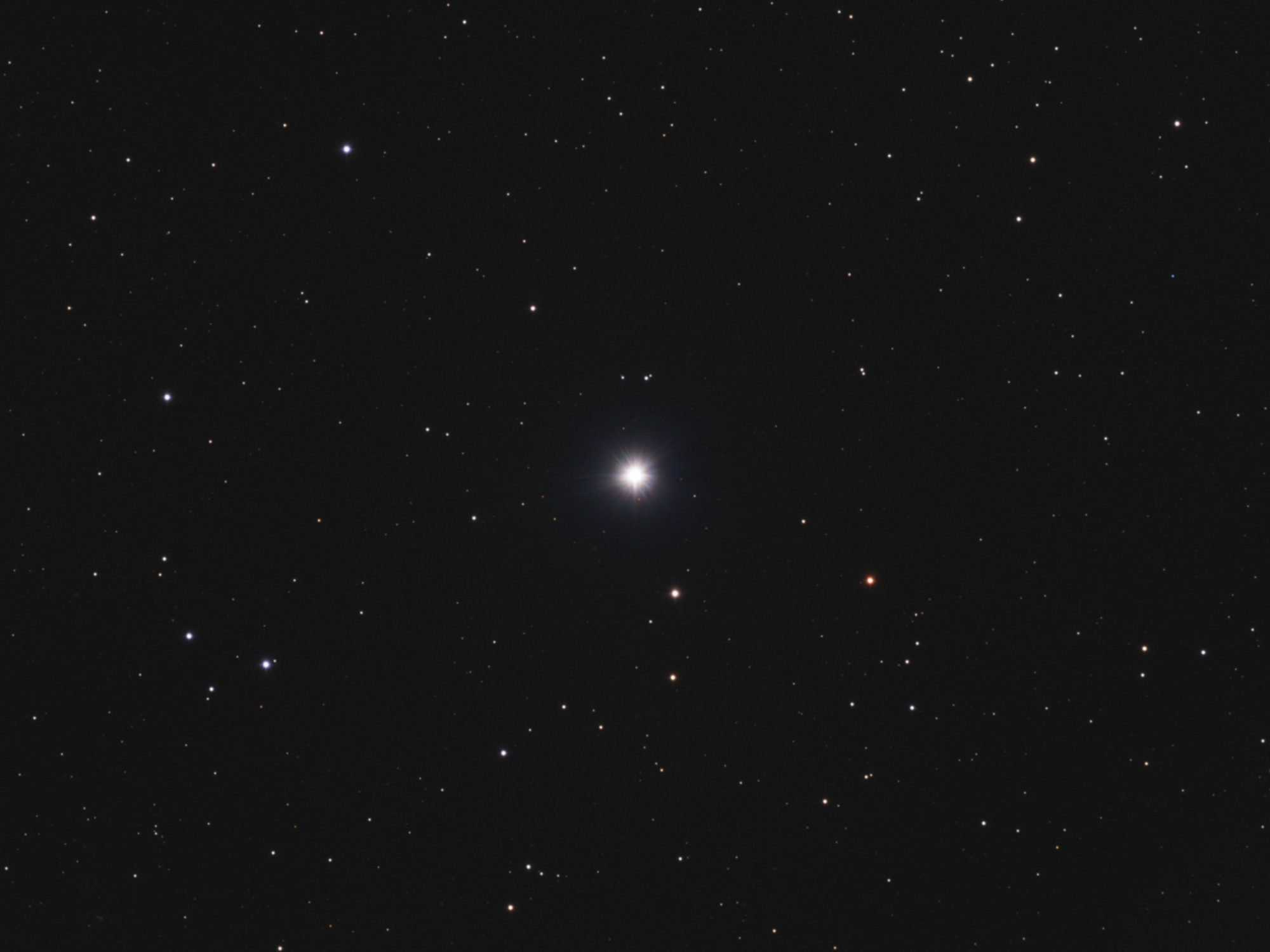
용진리 키

용자리 키는 용자리에 있는 쌍성으로, 예전부터 부르던 이름으로 바텐타반 보레알리스(Batentaban Borealis)가 있는데, 이는 아랍어로 بطن الثعبان(바튼 알투반)이며 '용의 배'라는 뜻이다. 대략 5,000년 전의 북극성이었다.
주성 용자리 키 A는 F형의 주계열성으로 질량은 태양과 거의 비슷하나 밝기는 두 배에 가깝다. 반성 용자리 키 B는 K형의 K형 주계열성이며 겉보기 등급은 +6 정도이다. 1898년에 두 별은 분광쌍성이며 약 280.55일의 공전주기를 갖고 있는 것을 알아냈다. 주성과 반성은 1 천문단위 정도 떨어져 있으며, 이처럼 가깝게 돌고 있을 경우 주위에 지구형 행성이 있었더라도 궤도를 교란시켰을 것이다. 두 항성의 중원소함량은 태양의 절반이나, 나이는 65억 살로 태양보다 더 많다.

## 참고 문헌
- D. N. Monin, S. N. Fabrika, G. G. Valyavin, 2000, "북반구 밝은 주계열성들의 자기장 연구", A&A 396, 131-141.